# Dimitrios (épave)
 (mai 2024).
Si vous disposez d'ouvrages ou d'articles de référence ou si vous connaissez des sites web de qualité traitant du thème abordé ici, merci de compléter l'article en donnant les références utiles à sa vérifiabilité et en les liant à la section « Notes et références ».
Le Dimitrios (grec moderne : Δημήτριος) est une épave de bateau échoué connue pour sa situation privilégiée sur une plage de sable aisément accessible, non loin de Gýthio en Grèce.
Le Dimitrios (anciennement Klintholm), un navire cargo de 67 mètres et d'une capacité de 965 tonneaux de jauge brute, construit au Danemark en 1950 et immatriculé au Pirée en Grèce, s'est échoué le 23 décembre 1981, sur la plage de Valtaki (Βαλτάκι) dans la circonscription administrative du Dème de l'Eurotas de la périphérie du Péloponnèse dans le district régional de Laconie.
Plusieurs rumeurs sur les origines de l'épave sont apparues depuis lors. La plupart postulent que le navire pratiquait la contrebande de cigarettes entre la Turquie et l'Italie, qu'il fut saisi par les autorités portuaires de Gýthio puis délibérément libéré de ses amarres et échoué sur la plage de Valtaki, à environ 5 km du port de Gýthio. Il aurait alors été incendié pour faire disparaitre les preuves du trafic.
Une autre rumeur moins répandue évoque un bateau fantôme d'origine inconnue.

## Histoire de l'épave
D'après un ancien directeur des gardes-côtes grecs, le vice-amiral Christos Dounis (1935–2010), le navire aurait fait un accostage non prévu à Gýthio le 4 décembre 1980 pour une urgence médicale touchant son commandant de bord. Après l'accostage, des problèmes financiers, des avaries motrices et des mesures de rétorsion des assureurs conduisent au licenciement de l'équipage, et la responsabilité du navire est transférée à Georgios Daniil et Vasilis Parigoris.
Le bateau reste à quai à Gýthio jusqu'en juin 1981, où il est déclaré dangereux à cause de l'usure avancée des amarres et des fuites sur le côté droit de la coque. Sur demande des autorités portuaires, le cargo est mouillé au large du port en novembre 1981. D'après Christos Dounis, « vers 12 h 30, le 9 novembre 1981, le navire dériva de 2 milles marins (3,7 km) à cause des conditions climatiques et dut être mouillé à nouveau ». Le mouillage temporaire finit par céder, et le cargo est emporté à nouveau pour s'échouer définitivement à sa position actuelle sur la plage de Valtaki, le 23 décembre 1981,. Le navire est abandonné, aucun renflouage n'a depuis été entrepris.

## Galerie

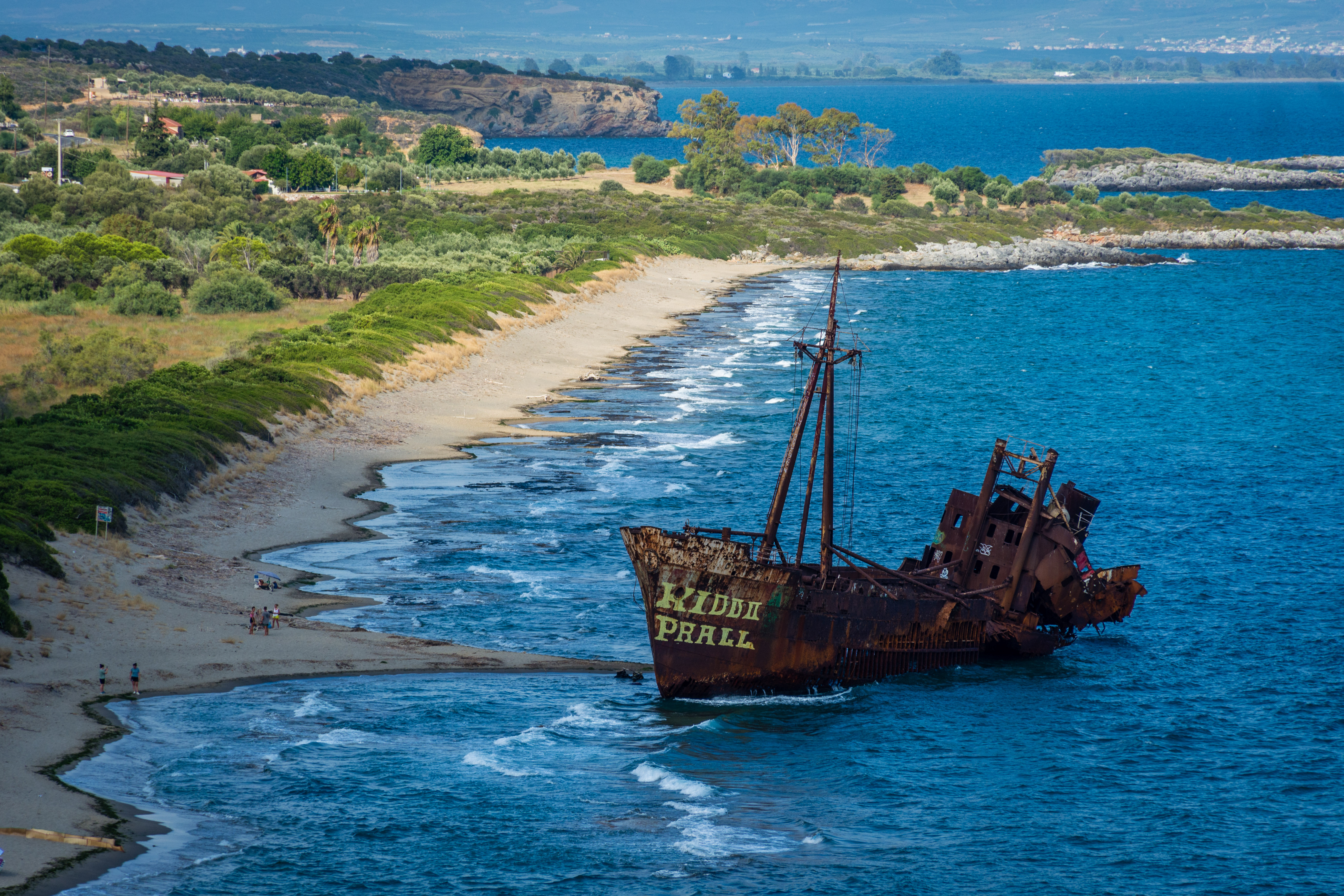
L'épave du Dimitrios à l'été 2023.
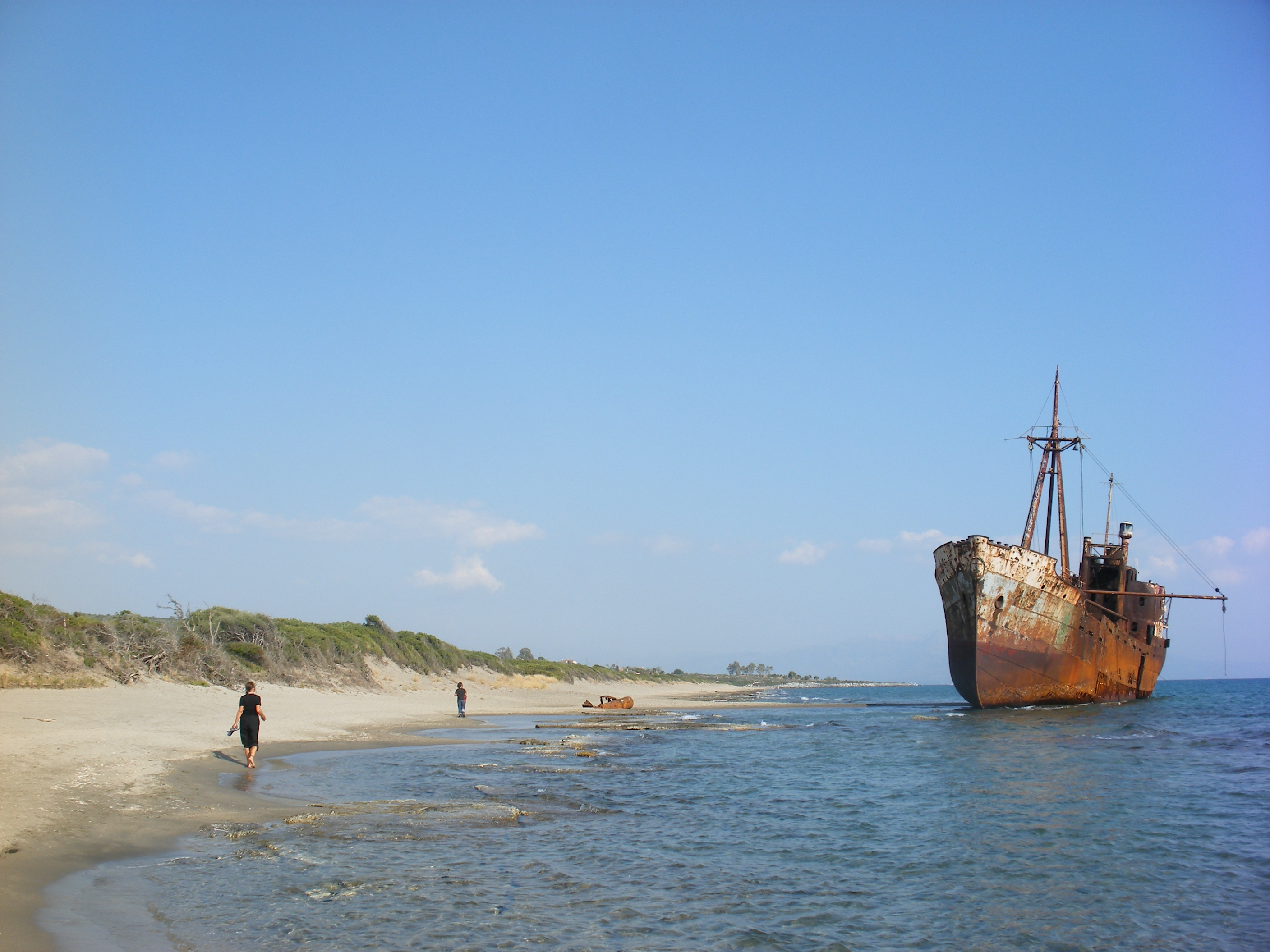
Le Dimitrios en 2008.